# Лангр (сыр)
Лангр (фр. Langres) — мягкий непрессованый французский сыр из коровьего молока.

## История
В мае 1991 года Лангр получил сертификат AOC. Сыр производят в департаментах Верхняя Марна, Кот-д’Ор и Вогезы. В 2005 году было произведено 385 тонн сыра.

## Изготовление
Лангр вызревает не менее 5 недель. Во время созревания сыр не переворачивают и протирают рассолом, в который добавляют натуральный оранжевый краситель из семян аннато. Сыр производят круглый год.

## Описание
Головка сыра, покрытая тонкой сморщенной коркой, имеет цилиндрическую форму. Большие головки имеют диаметр 16-20 см, высоту 5-7 см и вес около 800 г, малые — диаметр 7,5-9 см, высоту 4-6 см и вес около 150 г. В центре головки находится впадина глубиной 0,5 см, которую называют «фонтан» (фр. fontaine). Солоноватая и упругая мякоть имеет жирность 50 %. Сыр имеет резкий запах и пикантный вкус копчёного бекона.
Перед употреблением в «фонтан» часто наливают местной водки из виноградных выжимок (фр. marc de champagne) и дают ей впитаться. Лучше всего Лангр сочетается с красными винами Mercurey, Nuits-Saint-Georges или Côte du Rhône.